# 南玉山
南玉山，位於臺灣高雄市桃源區梅山里北部，玉山國家公園中部。標高3,383公尺，為台灣玉山山脈中的一座高山，也是台灣百岳名峰之一，位於玉山主峰西南方，轄區歸屬為玉山國家公園管理處。